# Grossschober
Le Großschober est une montagne qui s’élève à 3 054 m d’altitude dans les Hohe Tauern, en Autriche.